# Tadeusz Furdyna
Tadeusz Furdyna (ur. 1930 w gminie Tuszów Narodowy) – polski ksiądz katolicki, salezjanin, artysta malarz, witrażysta. Profesor w Wyższym Seminarium Duchownym Ojców Franciszkanów w Łodzi-Łagiewnikach.

## Życiorys
W 1947 roku wstąpił do zgromadzenia salezjańskiego. W latach 1951–56 studiował teologię w salezjańskim seminarium w Oświęcimiu (święcenia kapłańskie 29 czerwca 1956). Studiował w pracowni prof. Stanisława Borysowskiego na Wydziale Sztuk Pięknych Uniwersytetu im. Mikołaja Kopernika w Toruniu (dyplom w 1964), w pracowni prof. Jacka Żuławskiego w Państwowej Wyższej Szkole Sztuk Plastycznych w Gdańsku (1 rok) i w pracowni Wacława Taranczewskiego i Jerzego Nowosielskiego Akademii Sztuk Pięknych w Krakowie (1 rok).
W latach 1982–2002 profesor w Wyższym Seminarium Duchownym Ojców Franciszkanów w Łodzi-Łagiewnikach.
W marcu 2013 roku ks. Tadeusz Furdyna obchodził Jubileusz 50-lecia pracy twórczej w Miejskiej Galerii Sztuki w Łodzi. Patronat honorowy nad wystawą objęli: prezydent Łodzi Hanna Zdanowska, metropolita łódzki abp Marek Jędraszewski, Ministerstwo Kultury i Dziedzictwa Narodowego.

## Wystawy
- 1996: Wystawa malarstwa – Galeria Willa
- 2002: Wernisaż – Seminarium Salezjańskie, Łódź[3]
- 2006: Wystawa – Stacja Nowa Gdynia, Zgierz[4]
- 2013: Wystawa – 50-lecia twórczości artystycznej ks. Tadeusza Furdyny – Ośrodek Propagandy Sztuki w Łodzi
- 2014: Wernisaż wystawy twórczości ks. Tadeusza Furdyny SDB „W drodze” i prezentacja książki pt. Pasja, przedstawiającej cykl grafik „Droga Krzyżowa” – Zgierz

## Wybrane prace
- witraże w kościele parafii Najświętszej Maryi Panny Królowej Polski w Tomaszowie Mazowieckim[5]
- wystrój kościoła parafii Świętych Cyryla i Metodego w Żyrardowie[6]
- stacje drogi krzyżowej w kościele św. Teresy i św. Jana Bosko w Łodzi[7]
- wystrój kościoła parafii Miłosierdzia Bożego w Brzesku[8]
- wystrój kościoła św. Stanisława Kostki w Płocku
- wystrój kościoła parafii Najświętszego Ciała i Krwi Pana Jezusa w Brzeznej[9]

## Odznaczenia i nagrody
Laureat nagrody artystycznej im. św. Brata Alberta za wybitne osiągnięcia w zakresie sztuki sakralnej. Odznaczony Złotym Medalem „Zasłużony Kulturze Gloria Artis” (2022).